# 원포유

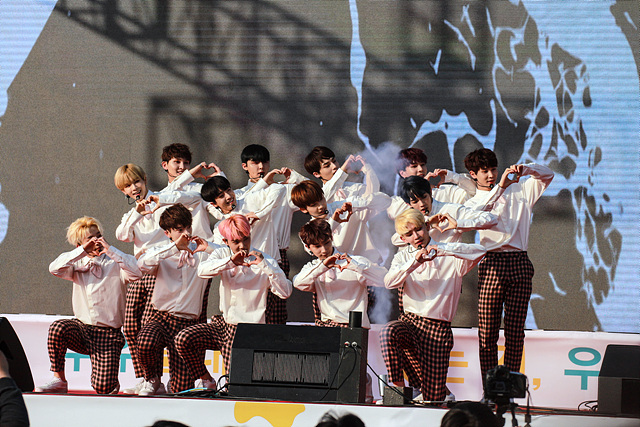

원포유(14U)는 대한민국 인천광역시의 BG 엔터테인먼트가 결성한 대한민국의 보이 밴드이다.
이 그룹은 2017년 6월 22일, "VVV,"라는 싱글 음반으로 데뷔했으며 2019년 5월 10일 해체했다.

## 구성원

### 과거의 구성원
- 이솔 – 리더
- 루하
- 고현
- 비에스
- 로우디
- 은재
- 우주
- 도혁
- 현웅
- 영웅
- 리오
- 세진
- 경태
- 건
- 도율

## 디스코그래피

### 싱글
- VVV - 2017년 7월 18일
- 예뻐지지마 - 2018년 2월 1일
- 나침반 (N.E.W.S) - 2018년 10월 26일